# دوروثي كاي
دوروثي كاي (بالإنجليزية: Dorothy Kay)‏ هي رسامة أيرلندية وجنوب أفريقية، ولدت في 1886، وتوفيت في 1964.